# John Conteh
John Anthony Conteh MBE (* 27. Mai 1951 in Liverpool) ist ein ehemaliger britischer Boxer und Profi im Halbschwergewicht. Seine Mutter stammt aus Irland, sein Vater aus Sierra Leone, er hat neun Geschwister.

## Anfänge und Amateur
Er begann im Alter von zehn Jahren im Kirkby Club seiner Heimatstadt Liverpool mit dem Boxen. 19-jährig gewann er im Mittelgewicht die British Commonwealth Games 1970 in Edinburgh. Die britische Meisterschaft gewann er 1970 im Mittelgewicht und 1971 im Halbschwergewicht. 1971 nahm er außerdem an den Europameisterschaften in Madrid teil, verlor allerdings schon im ersten Kampf nach Punkten gegen Richard Koleritsch aus Österreich.

## Profi
Conteh wurde 1971 Profi im Halbschwergewicht und gewann, mit Ausnahme einer Punktniederlage gegen den US-Amerikaner Eddie Duncan im September 1972, alle Aufbaukämpfe, bevor er am 13. März 1973 mit charakteristischem Konterboxen die Europameisterschaft gegen den Deutschen Rüdiger Schmidtke errang. Den Titel verteidigte er drei Mal: in zwei Begegnungen mit dem Olympiasieger Christopher Finnegan, einem Rechtsausleger, und gegen den respektierten Dänen Tom Bogs.
Am 1. Oktober 1974 gewann er den vakanten WBC-Titel gegen Jorge Ahumada aus Argentinien, der vorher gegen den legendären, aber alt gewordenen Bob Foster unentschieden geboxt hatte. Da Foster daraufhin einen Rückkampf verweigert hatte, wurde ihm der Titel aberkannt. Conteh besiegte dann den schlagstarken Lonnie Bennett aus den USA durch einen Abbruchsieg aufgrund von Platzwunden. Er benutzte seinen Kopf häufig unfair, so dass seine Gegner oft derartige Probleme bekamen. In einem Nicht-Titelkampf gegen Willie Taylor quälte er sich mit einer gebrochenen Hand über die Runden und war schwer angeschlagen, hier zeigte sich auch seine bekannte Trainingsfaulheit. Den US-Amerikaner Yaqui Lopez schlug er in einer Titelverteidigung nur knapp nach Punkten. Ein diskutierter Kampf gegen den Argentinier Víctor Galíndez kam jedoch nie zustande.
1977 verlor er seinen Titel am grünen Tisch, als er nicht gegen Miguel Cuello in Monte-Carlo antreten wollte. Als dieser den Titel gegen den kroatischen Rechtsausleger Mate Parlov verlor, den ersten Boxer eines sozialistischen Landes, der eine Profiweltmeisterschaft gewann, reiste Conteh am 17. Juni 1978 nach Belgrad zu einem Kampf, unterlag aber Parlov ebenfalls.
Nachdem Matthew Saad Muhammad den Titel gewonnen hatte, reiste Conteh in die USA, um ihn herauszufordern. Er verlor das erste Duell im August 1979 knapp und umstritten, ging dann im Rückkampf in der vierten Runde k. o. und war fünf Mal am Boden. Wenig später beendete er im Alter von 29 Jahren seine Laufbahn.